# Antoine Desbrosses
Antoine Desbrosses est un danseur et maître de ballet français né à une date inconnue et mort à Bruxelles le 27 décembre 1700.
Maître à danser de Louis XIV vers 1660, Antoine Desbrosses paraît pour la première fois à Versailles en 1659, dans le Ballet de la Raillerie composé par Benserade, musique de Lully. Quelques années après la création de l'Académie royale de danse en 1661, Desbrosses en sera le directeur, jusqu'à ce que Pierre Beauchamp lui succède en 1669. Durant ces dix années, il danse dans les ballets de cour et les comédies-ballets créés par Molière, Lully et Beauchamps : il paraît notamment dans le Ballet de l'impatience (Benserade et Lully, 1661), dans les entractes d'Hercule amoureux (Benserade et Lully, 1662), dans le Ballet des Arts (Benserade et Lully, 1663) et, en 1664, dans Le Mariage forcé de Molière et Lully, et Les Amours déguisés de Périgny et Lully. Après une éclipse de quelques années, Desbrosses reparaît en 1671 dans Psyché, œuvre marquante tant dans l'histoire du théâtre que dans celle de la danse.
Le ballet des Fêtes de l'Amour et de Bacchus est représenté à Paris le 15 novembre 1672 ; c'est probablement l'un des derniers ouvrages de Lully auxquels Desbrosses prendra une part active.
En 1682, Desbrosses et son fils François dansent à Bruxelles, pour l'inauguration de l'Opéra du Quai au Foin, puis ils sont à Hanovre, reviennent à Bruxelles l'année suivante, repartent à Hanovre en 1684-1685 et dansent à Lille et à Tournai au cours de cette dernière année. De retour à Bruxelles à la fin de l'année 1685, Desbrosses voyage ensuite vers la Hollande : il est engagé comme maître de ballet dans la troupe d'Amsterdam, de mai 1688 à février 1689, tandis que son fils François s'établit à Bruxelles et s'y marie. Antoine continue à faire partie de troupes itinérantes et se produit encore à Lille en 1695 et à Tournai en 1696.
Engagé en mars 1700 dans la nouvelle troupe de La Haye, il n'y dansera que peu de temps, car il revient à Bruxelles où il meurt le 27 décembre 1700.